# 后沟站
后沟站位于新疆维吾尔自治区乌鲁木齐县后沟村，是兰新铁路的一座火车站，等级为五等站，距兰州站1792公里，距乌鲁木齐站100公里，本站及相邻上下行区间均为未电气化区段。本站不办理客货运业务。邮政编码为830039。
1. ↑  GB/T 10302-2010：中华人民共和国铁路车站代码（代替GB/T 10302-1988）．2010年9月2日公布，2010年12月1日实施．中华人民共和国国家质量监督检验检疫总局、中国国家标准化管理委员会: 15．
2. ↑  铁道部电子计算技术中心, 铁道部运输局. . 北京: 中国铁道出版社. 1998: 96. ISBN 9787113030995.